# Massimiliana Bona
Massimiliana Bona (Grazzanise, 1480 – Grazzanise, 1520) è stata una religiosa italiana, venerata come santa dalla Chiesa cattolica.
Vergine ed eremita, le sue spoglie mortali sono venerate nella Chiesa Madre di San Giovanni Battista nella nativa Grazzanise.

## Biografia
Nacque sotto il dominio di Re Ferdinando I d'Aragona a Grazzanise, oggi Provincia di Caserta, nel 1480. Probabilmente i genitori la chiamarono Massimiliana in devozione a san Massimiliano Vescovo, allora venerato in quella che oggi è la chiesa dedicata a san Giovanni Battista.
Si sa che si ritirò in un bosco dislocato dall'abitato di Grazzanise per vivere in umiltà e per crescere nelle virtù cristiane. In quel luogo era solito recarsi Ferdinando I per praticare le attività di caccia.

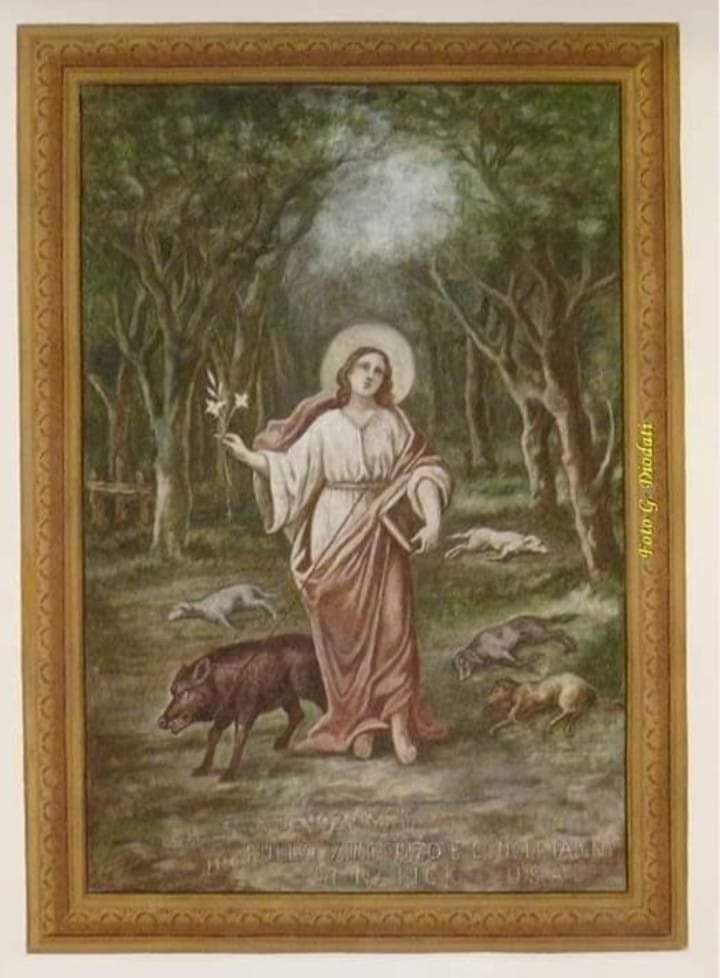
Santa Massimiliana nel bosco con il cinghiale - sec. XIX, Chiesa dell'Annunziata in Grazzanise

Leggenda vuole che il re non riusciva a catturare un cinghiale che destava terrore e preoccupazione agli abitanti di Grazzanise. Massimiliana si offrì di calmarlo e di renderlo docile e mansueto con la sola forza della preghiera e così fu: trovò il cinghiale e riuscì a placarlo. 
Il re chiese alla donna cosa volesse in cambio e lei, prendendo il suo fuso, disse di volere tanti moggi di bosco quanta era la lunghezza del filo ad esso avvolto. Ancora oggi il bosco in cui si vuole sia accaduto questo prodigio è considerato sacro a santa Massimiliana. Morì nel 1520.

## Culto
Dopo la sua morte, papa Alessandro VII approvò il culto di Santa Massimiliana Bona e stabilì la celebrazione di messe in suo onore più volte all'anno. Ordinò inoltre che se ne celebrasse solennemente la festa.
Dopo la sua morte, numerose donne di Grazzanise furono chiamate col nome di Massimiliana o Emiliana in devozione alla santa che, in tempi relativamente recenti, fu proclamata anche patrona della gioventù femminile di Azione Cattolica. 

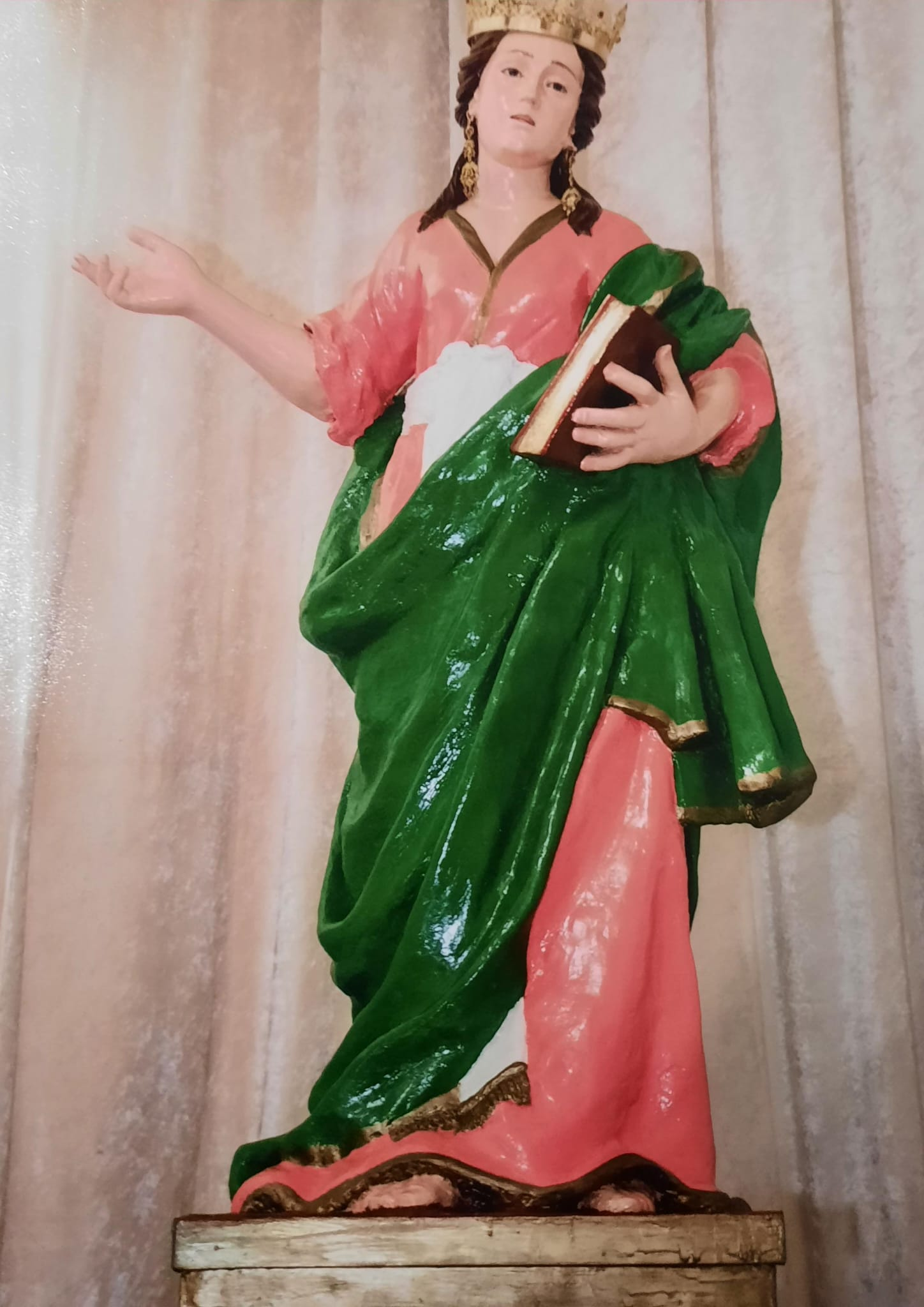
Statua di santa Massimiliana venerata a Grazzanise

Santa Massimiliana divenne quindi un modello per le donne del posto: a lei si attribuirono numerosi miracoli. Si ricorda particolarmente la presunta resurrezione di un neonato che fu portato dai familiari sull'altare dove si credeva che Massimiliana seguisse le funzioni religiose.
La statua della santa, in precedenza, era a mezzo busto ed era ornata da una ghirlanda e da un giglio, simbolo di purezza. Oltre al simulacro è presente anche un reliquiario artistico in argento che custodisce un frammento osseo del corpo di Massimiliana. 
In paese vi sono due edicole votive a lei dedicate. Vi sono anche una strada e una piazza intitolate alla santa, oggetti di culto, terreni e manoscritti.

## Opere
Nel 1907, Padre Berardo Atonna, missionario religioso, riscrisse la vita della Santa e compose una novena e un inno popolare in suo onore che recita:
|    | Vergine eremita,        |
|    | Santa Massimiliana,     |
|    | nostra compaesana,      |
|    | prega per noi Gesù.     |
|    |                         |
| 5  | Rendesti mansueto,      |
|    | legasti il cinghiale,   |
|    | scansaci da ogni male,  |
|    | pregando per noi Gesù.  |
|    |                         |
|    | Ora che nella gloria    |
| 10 | siedi come regina,      |
|    | la stella mattutina     |
|    | è immagine di te.       |
|    |                         |
|    | Fa che in cielo         |
|    | ci troviam vicini,      |
| 15 | celesti cittadini,      |
|    | regnanti insiem con te. |